# Walter Barnes
Walter Barnes (Vicksburg, 8 juli 1905 – Natchez, 23 april 1940) was een Amerikaanse jazzsaxofonist, -klarinettist en orkestleider.

## Biografie
Walter Barnes groeide op in Chicago en studeerde bij Franz Schoepp, bovendien aan het Chicago Musical College en het American Conservatory of Music. Vanaf begin jaren 1920 leidde hij eigen bands. Daarnaast speelde hij bij Detroit Shannon en diens Royal Creolians. Toen Shannons muzikanten ontevreden werden onder diens leiding, aanvaardde Barnes de controle over het ensemble. Hij speelde meestal in Chicago, ofschoon de band ook een verbintenis had in de Savoy Ballroom in New York. Hij trad bijna twee jaar op in de Cotton Club in Cicero, die eigendom was van Al Capones broer Ralph. In 1928/1929 ontstonden opnamen bij Brunswick Records. Tijdens de jaren 1930 toerde hij jaarlijks succesvol door de zuidelijke staten van de Verenigde Staten. In 1938 bevatte zijn orkest 16 leden.
Barnes behoorde op 23 april 1940 tot de slachtoffers van de brand in de Rhythm Club in Natchez. Hij trad daar 's nachts op met een achtkoppige band, toen in de voormalige omgebouwde houten werkplaats met slechts een uitgang een brand uitbrak. Tot de in totaal 201 slachtoffers van de brand behoorden ook zijn bandlid Paul Stott en de zangeres Juanita Avery.
De tragedie en Barnes' dood waren het thema in talrijke songs, waaronder in We The Cats Shall Hep You van Cab Calloway, For You van Slim Gaillard, You're A Heavenly Thing van Cleo Brown, The Death Of Walter Barnes van Leonard "Baby Doo" Caston, The Natchez Burnin van Howlin' Wolf en Natchez Fire van John Lee Hooker.
- Bibliothèque nationale de France: cb139411296 (data)
- Gemeinsame Normdatei: 1111249873
- International Standard Name Identifier: 0000 0000 4600 9749
- Library of Congress Control Number: no97018633
- MusicBrainz: 3f048391-eaed-43c4-8310-ce921e11826a
- Nationale Bibliotheek van Israël: 987007420714905171
- SNAC: w6g46g3z
- Virtual International Authority File: 29134380
- WorldCat: E39PBJrGw6kFtJV88qbxBq8jYP